# محمد عبد العزيز (مخرج سوري)
محمد عبد العزيز (1974 - ) مخرج سينمائي سوري.
انه ليس عربي هو كوردي ويتكلم كوردي بطلاقة يمكنك تذهب الى قناة روداو الاخباري وترى ماذا يتحدث محمد عبد العزيز وماذا يقول 

## حياته
درس السينما في تركيا، بدء عمله مخرجاً للكليبات الغنائية المصورة و له رصيد كبير منها، انتقل إلى السينما التسجيلية، و منها قدم فيلمه الروائي الطويل الأول (نصف ملغ نيكوتين 2007) وهو من إنتاج القطاع الخاص، حاز على أكثر من جائزة، فيلمه الثاني، (دمشق مع حبي 2011)، وهو إنتاج خاص أيضاً، حقق حضوراً جماهيرياً كما شارك في أكثر من مهرجان، انتهى من تصوير فيلمه الثالث، (ليلى والذئاب 2013)، من إنتاج المؤسسة العامة للسينما، إلى جانب عمله كمخرج وكاتب سيناريو، يكتب الشعر، له ديوان مطبوع.

## مواقفه السياسية
يقول عن نفسه : " حاولوا كثيرا تصنيفي، فمثلا في فيلم دمشق مع حبي هناك الكثير من الأصدقاء المقربين قالوا لي أنت تنتحر فنيا لأنك تؤنسن يهود دمشق ونصحوني بعدم الإقدام على هذه التجربة، ولكنني مع ذلك قدمت الفيلم. 
وعموما لا أجد مبررا للخوف لأن المعارضة ترى أنني تخليت عن الجانب المعارض داخلي وأعمل لصالح النظام، فيما مازال النظام ينظر إلي بعين الريبة على اعتبار أنني معارض .
والمكون العربي يعتبرون أن لدي جذور كردية وأحاول الترويج لهذه الثقافة، و الأكراد يعتبرونني مستعرب لأنني أعمل بالسينما باللغة العربية.
ولهذا فأنا أجد نفسي متناغما مع هذه الدوامة من القراءات التي تحيط بي لأنني اعتبر نفسي شخص معني بكل قضايا الإنسان بصرف النظر عن كونه سوري أو عربي أو كردي أو علوي أو سني أو أي انتماء آخر.
مواقفي السياسية والإنسانية ليست فقط بعد الثورة وإنما قبل ذلك أيضا، ولهذا لا يمكن أن أصنف كمخرج معارض، أنا فقط لي ملاحظات كبيرة جدا على شكل النظام السياسي في سوريا وهذا ليس معطى جديد باعتباري من المعارضين للنظام السياسي ولحزب البعث منذ فترة الإعدادي وهذا معلوم لدى كل الدوائر الأمنية في سوريا.
وفي الوقت ذاته أنا أحمل نفس القدر من الملاحظات عن المعارضة السورية التي تديرها اليوم ثلاث مراكز استخبارات رئيسية في المنطقة وهي المخابرات العسكرية التركية والمخابرات القطرية والمخابرات السعودية وبالتالي فقدت شرعيتها للتغيير. ولكن هذه المواقف بقيت في دائرة الاعتدال والتمشي السلمي باعتبار أنني كنت من الداعين إلى تغيير السلطة بسوريا بشكل سلمي يمتد إلى عشرات السنوات من أجل حفظ السلم الأهلي.
آمنت بهذا الشكل من التغيير لأن سوريا تضم بيئة اجتماعية متعددة الطيف وأي تغيير للبنى فيها بطريقة خاطئة كان سيحملنا إلى كارثة ونحن نعيش هذه الكارثة حاليا.

## فيلموغرافيا

### الإخراج
- مسلسلات
- ترجمان الأشواق 2018
- أفلام
- الرابعة بتوقيت الفردوس 2015
- حرائق أو حرائق البنفسج 2014
- دمشق مع حبي 2010
- ظلال النساء المنسيات 2009
- نصف ملغ نيكوتين 2007

### سيناريو وحوار
- مسلسلات
- ترجمان الأشواق 2018
- أفلام
- الرابعة بتوقيت الفردوس 2015
- حرائق أو حرائق البنفسج 2014
- دمشق مع حبي 2010
- ظلال النساء المنسيات 2009
- نصف ملغ نيكوتين 2007
- شارع شيكاغو 2020

## الجوائز والترشيحات
- أفضل فيلم، أفضل ملابس عن فيلم نصف ملغ نيكوتين من مهرجان باري إيطاليا لدول حوض المتوسط.
- الجائزة الثانية من مهرجان انابوليس الدولي في تونس عن فيلم دمشق مع حبي .[4]
- جائزة لجنة التحكيم الخاصة، أفضل ممثلة (مناصفة) عن الرابعة بتوقيت الفردوس من مهرجان الاسكندرية السينمائي لعام 2015.
- أفضل فيلم، غولدن أوورد مهرجان الكاميرا العربية روتردام عن المهاجران .
- سبع ترشيحات غولدن غلوب 2016 عن الرابعة بتوقيت الفردوس.